# Heimatmuseum Moringen

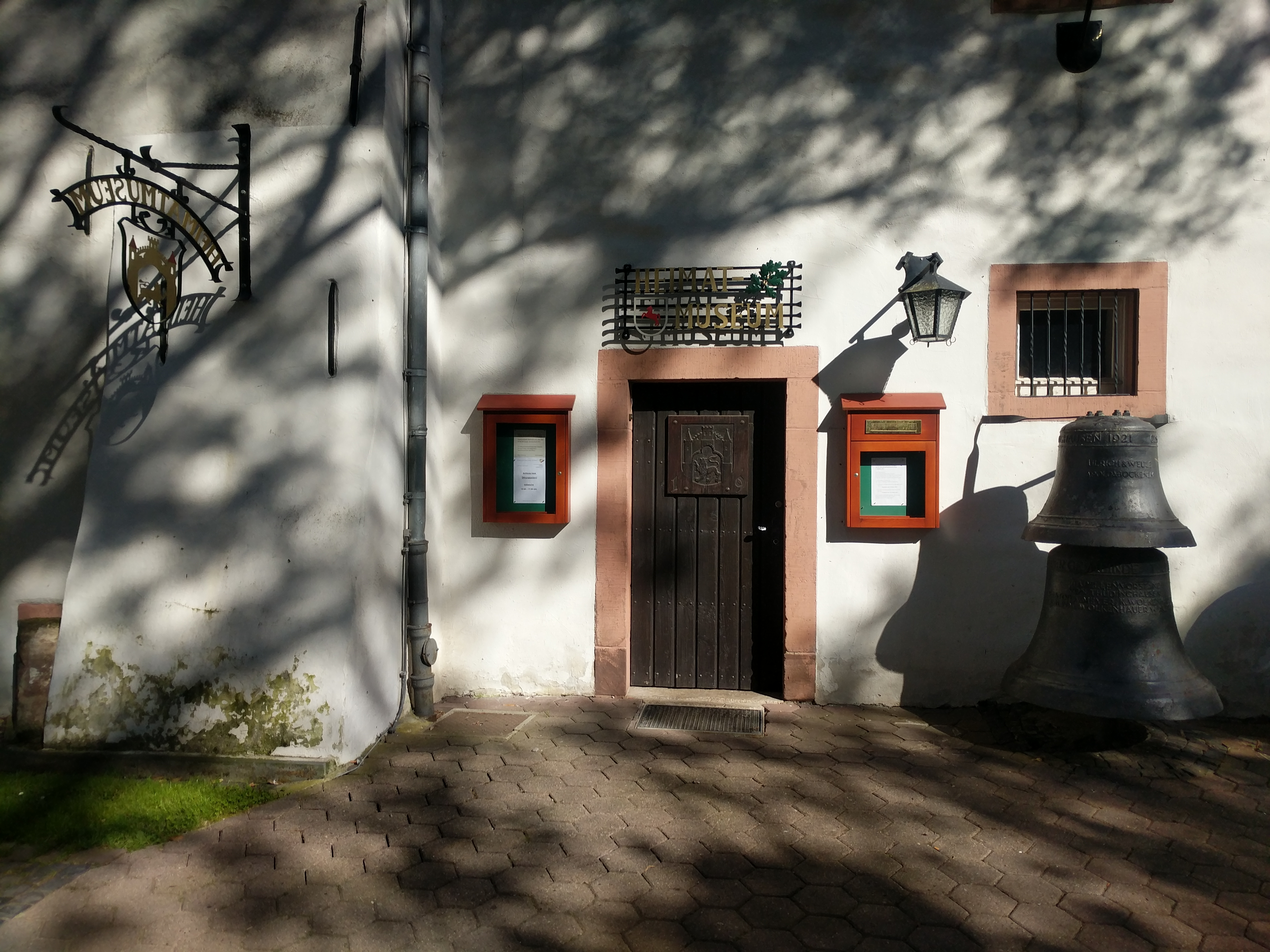
Eingang des Moringer Heimatmuseums

Das Heimatmuseum Moringen ist ein Heimatmuseum in Moringen im Landkreis Northeim in Niedersachsen. Es ist seit 20. Juni 1981 in der ehemaligen Burganlage Moringens, einer Wasserburg aus dem 12. Jahrhundert, untergebracht und wird vom Heimatverein Moringen betrieben.
Neben Ausstellungen zu Landwirtschaft, Handwerk, Gewerbe und Haushalt wird auf einer Fläche von 950 m² die Geschichte der Stadt Moringen dargestellt. Neben einem Modell der Stadt Moringen, die im Jahr 1734 fast komplett durch ein Feuer zerstört wurde, sind Bücher, Bilder, Fotos und Gerätschaften zum Thema ausgestellt. Im Museum befindet sich außerdem eine der bedeutendsten Fahnensammlungen in Niedersachsen.